# Vodafone Albánia
A Vodafone a második legnagyobb távközlési szolgáltató Albániában, a 4iG tulajdonában lévő One után. A vállalat a Vodafone Csoport tagja, amely világszerte számos országban működik, és jelentős piaci szereplő a telekommunikációs iparban.

## Története
A Vodafone 2001-ben kezdte meg működését Albániában, és gyorsan meghatározó szereplővé vált az albán piacon. Az indulást követően a Vodafone Csoport több mint 1,415 millió eurót fektetett be az infrastruktúrák kiépítésére az országban. A cég indította el Albánia első 3G szolgáltatását 2011-ben. Négy év múlva 2015-ben pedig Albánia első 4G illetve 4G+ hálózatát.
2023-ban Révész Balázs lett a cég vezetője.

## Lásd még
- Európai Mobiltelefon-Szolgáltatók Listája
- Vodafone Csoport